# Novgorod
För andra betydelser, se Novgorod (olika betydelser).

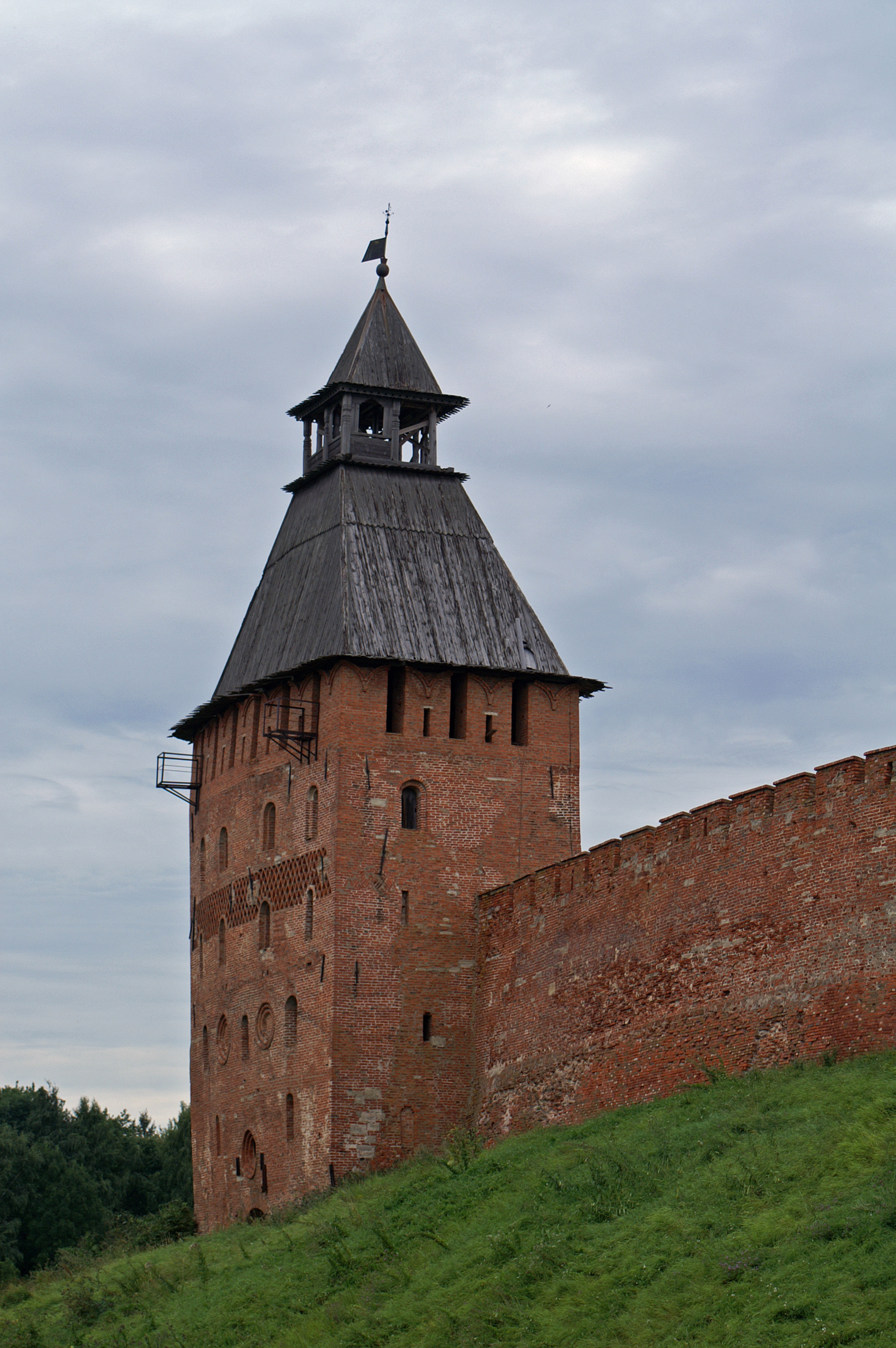
Medeltida torn i Novgorod.

Novgorod (officiellt ryska: Великий Новгород, Velikij Novgorod, ’stor nystad’; fornnordiska: Holmgård), är en stad med cirka 220 000 invånare i nordvästra Ryssland. Det är ett handels- och turistcentrum vid E105an på vägen mellan Moskva och Sankt Petersburg samt den administrativa huvudorten för Novgorod oblast.
Novgorod ligger omkring 150 kilometer sydost om Sankt Petersburg på en kulle nära sjön Ilmens utlopp till floden Volchov. Området är ett lågland, som i övrigt saknar större höjder.
Under medeltiden var Novgorod en av Rysslands mest betydande städer och huvudort för den ryska Republiken Novgorod. Novgorod är en av Rysslands äldsta städer, omnämnd redan år 859. Nordmännen kallade staden för Holmgård. Den ursprungliga platsen är idag känd som Rjurikovo Gorodisjtje. Där finns många arkeologiska fynd från äldre historia, eftersom den är Rysslands mest utgrävda stad. Markens beskaffenhet har bevarat de arkeologiska fynden väl. Bland mycket annat har man hittat medeltida näverbrev på ryska och även på finska som ger en inblick i medeltidens vardagsliv.

## Historik

### Medeltid och stadsrepublik
Novgorod är en av Rysslands äldsta städer och omtalas i Nestorskrönikan för år 859. Fynden från den äldsta tiden påvisar tydliga skandinaviska influenser. En fursteätt som möjligen hade skandinaviskt ursprung styrde Gorodisjtje ("Gammelstad") 2 kilometer nedströms Novgorod. Arkeologiska undersökningar har kunnat spåra delar av Novgorods gatunät tillbaka till början av 900-talet. I Skandinaviska källor kallas staden Holmgård. Novgorods innevånare skall ha tvångskristnats 989.
Det nuvarande Novgorod, "Nystad" skall ha grundats 1044. Fram till 1100-talet lydde Novgorod nominellt under Kievriket som dess utpost mot norr.
Från 1136 var Republiken Novgorod en stadsrepublik, en av Europas första[källa behövs] och en av de mäktigaste. Dess oberoende upphävdes 1478 av fursten i Moskva, och slutet av stadsrepublikens tid var dess glansålder. Under Novgorods storhetstid fanns mer än 200 kyrkor i staden. I början av 1900-talet fanns knappt hälften kvar, och i dag ett fyrtiotal.
Stadsrepublikens officiella namn var Gospodin Velikij Novgorod. Huvudnäringarna var handel och hantverk, till skillnad från senare ryska stadssamhällen. Under sin storhetstid hade Novgorod en genomsnittlig folkmängd på 50 000. Republikens invånare kallades för ”fria män” (voljnyje ljudi) och republikens styrelseform vetjevoj stroj. De i Novgorod hållna tingsmötena kallades vetje. Medborgarna samlades till möten för att ta del av stadsangelägenheterna. Samhällsklasserna var flytande – en mans plats i samhället bestämdes inte av hans härkomst utan mer av hans duglighet. Denna form av primitiv demokrati har delvis sitt ursprung i nordmännens ting, där fria män beslöt om gemensamma angelägenheter. Novgorod hade en furste som styresman, men fursten valdes av folkförsamlingen (valmonarki). Han tvingades också underteckna ett avtal med Novgorod, i vilket hans rättigheter fastställdes och där han lovade att garantera stadens friheter och tillvarata dess intressen. Fursten fungerade som krigsmaktens överbefälhavare och som förvaltningschef, men med vissa inskränkningar. Han kunde utöva makten endast med borgmästarens, posadnikens, samtycke. Han saknade lagstiftningsrätt och var tvungen att ha den gamla kungsgården i Gorodisjtje som tjänstebostad. Om han inte skötte sig, kunde han avsättas – det hette att man ”visade honom vägen från Novgorod” – vilket ofta skedde. I en gammal krönika heter det: ”Medborgarna i Novgorod härskar över sitt land som Gud givit dem, och furstarna rättar sig efter deras vilja.” Några av furstarna avgick självmant, när meningsskiljaktigheterna mellan folkförsamlingen och fursten visat sig för stora.
En av stadens mer kända furstar hette Alexander Nevskij. Han har givit namn åt Sankt Petersburgs huvudgata Nevskij prospekt.[källa behövs]
De gotländska köpmännens egen handelsgård i Novgorod kallades för Gutagård och blev under många århundraden en viktig central plats för gutarnas handel. På en uppländsk runsten från slutet av 1000-talet omnämns en Sankt Olovskyrka, som hörde till handelsgården. Novgorod går tillbaka till 800-talet, och det är därför inte omöjligt att Gutagård leder sina anor tillbaka dit.
Novgorodriket hade fem styrelseområden och gränsade mot det vikinga- och medeltida Sverige. Därigenom besökte även många svenskar staden och gav namn på objekt där: en gata gick under namnet Varjaggatan. Den började vid gutarnas Sankt Olofskyrka vid Volchovs östra strand. Där fanns även Farmanna gardr, de nordiska (gotländska) farmännens gård, där de var inkvarterade under sina besök.
I den första Novgorodkrönikan uppträder gutarna första gången 1130, nästa gång år 1188. För det senare tillfället berättas om strider mellan varjager och novgorodbor på Gotland. Kanske är det dessa misshälligheter som leder fram till det fördrag, som Novgorod år 1189 ingår med gutar och andra västliga folk, och som garanterar folken ömsesidiga förmåner under handelsfärder. Efter detta år uppträder Gotland rätt ofta i ryska källor. Från 1200-talet finns ytterligare några handelsfördrag bevarade, inte bara mellan Gotland och Novgorod utan även mellan Gotland och Smolensk. Gutarnas avtal med fursten i Smolensk, vilket även innefattade Riga, är från 1229. Där framgår att gutarna har haft äldre reglerade handelsförbindelser med hans land. Den gutniska handeln på Dynaleden har tidigare haft Kiev som mål. På 1100-talet tog Smolensk Kievs plats.
Som ett uttryck för farmannaböndernas svagare ställning arrenderade det gutniska alltinget senast från 1331 ut Gutagård till de baltiska städerna som kallade den Gotenhof, senare med Reval som arrendator. Vid ett möte i Visby 1402 förhandlade prosten i Vall, herr Jakob, med Revalborgaren Hinze Stolte. På Gotlands vägnar mottog herr Jakob från Stolte, som var de tyska städernas och köpmännens befullmäktigade ombud, hyran för farmannaköpmännens gamla Gutagård i Novgorod för föregående år, och hyreskontraktet förlängdes med ytterligare tio år. Åtminstone fram till 1554 kräver och lyfter landsdomaren hyran för Gutagård.
Axelssönernas inblandning i detta är betydande. Det står klart att deras i Livland intensifierades omkring 1470. Men redan innan dess hade Olof, Åke, Erik, Ivar och Laurens Axelsson i flera avseenden gjort sig kända respektive ökända i Livlands städer och borgar. Det började redan 1453, då Olof i gutnatingets namn börjat ställa nya och för Reval allt mer betungande krav på ökat arrende för det urgamla gutniska handelskontoret Gutagård/Gotenhof borta i Novgorod. Det hade Revalköpmännen lyckats komma över senast 1402. Reval betalade faktiskt ut en summa 1455, men kontroversen, med ständigt nya gotländska krav och åtföljande revaliensiska undanmanövrar och hjälpansökningar på hansedagar med mera fortsatte under de närmaste tjugo åren, fram till 1472.

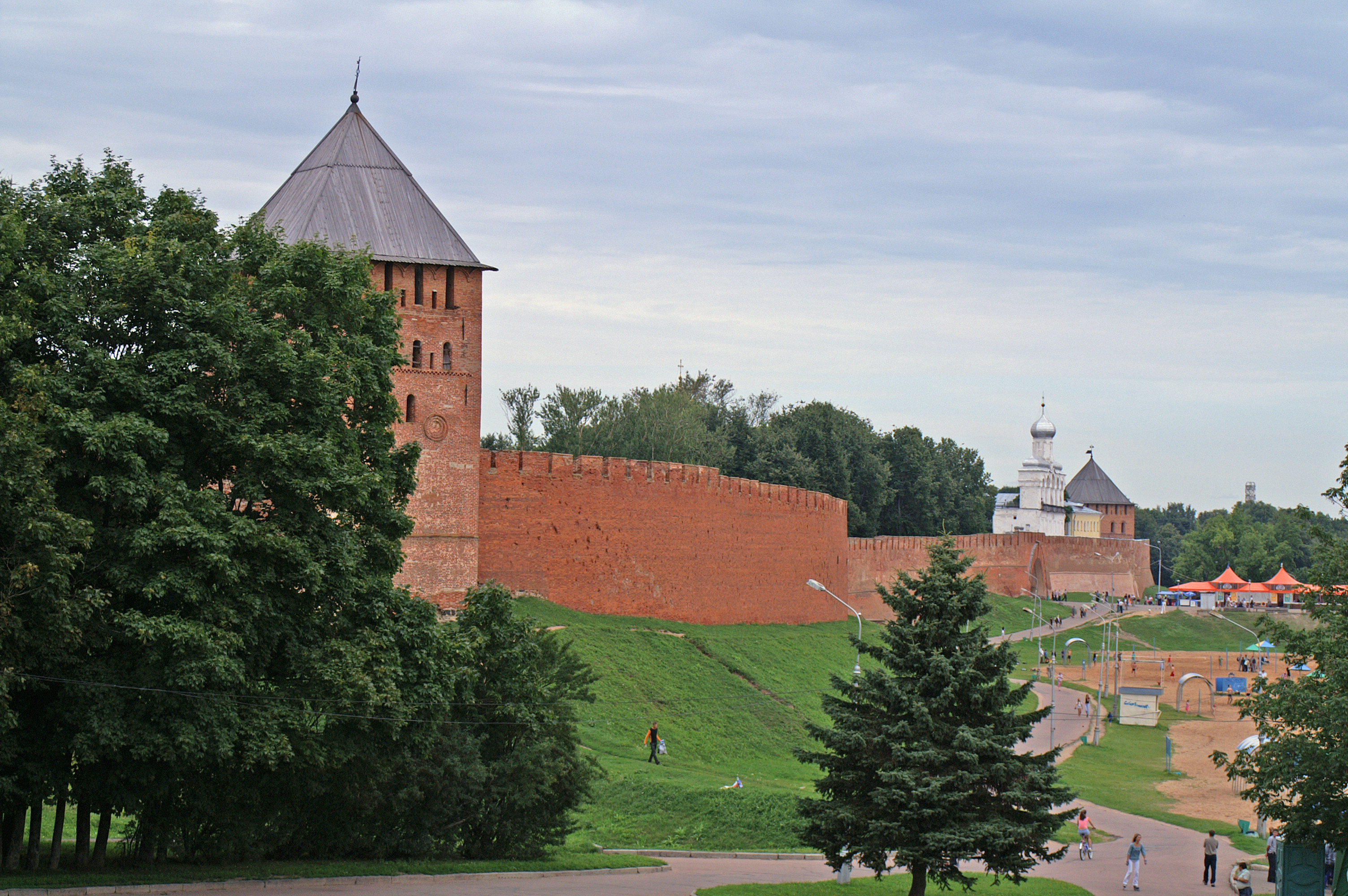
Stadsmuren.

Ikonmåleriet i Novgorod inleddes under 1000-talet. Staden utvecklade med tiden en speciell stilart, vilken går under benämningen Novgorodskolan; den hade sin storhetstid samtidigt med stadsrepubliken.

### Slutet på glansperioden
I januari 1478 tvingades novgorodborna avsäga sig sin självständighet. Staden berövades sitt frihetsbrev, stadsklockan som i århundraden ljudit för att sammankalla stadens medborgare till vetje fördes till Moskva, borgmästaren fängslades och nya ståthållare övertog stadens styrelse. Stadsborna tvingades leverera en tribut till Moskva. Avrättningarna, deporteringarna och konfiskeringarna fortsatte de närmast efterföljande decennierna. År 1494 tvingas Hansan stänga det tyska Novgorodfaktoriet. Staden hade dock fortfarande stor betydelse: År 1546 rankades staden till en tredje plats i storlek efter Moskva och Pskov, med 5 159 hushåll och cirka 35 000 invånare. Marknadsplatsen hade mer än 1 500 butiker, och mer än 200 olika slags hantverkare arbetade i staden. Det fanns planer i staden på att göra uppror och närma sig Polen-Litauen, men denna önskan att vara länk mellan öst och väst uppskattades inte av Ivan den förskräcklige, varför denne i januari 1570 tågade in i staden och påbörjade en flera veckor lång massaker på stadsborna. Största delen av befolkningen dödades av Ivans trupper, och efter det återfick Novgorod aldrig sin styrka och betydelse.

### Från 1600-talet till i dag
Efter belägringen av Novgorod 1611 ockuperades Novgorod av svenska trupper i åtta år. Stadens tillväxt under återstoden av 1600-talet avtog när Sankt Petersburg grundades av Peter den store 1703 och 1712 utropades till rikets huvudstad. Novgorod blev 1727 provinshuvudstad i ett eget guvernement som knoppades av från den nya huvudstaden. 1740 anlades ett seminarium (för utbildning av präster/lärare) inom Antonius-klostret. En ny stadsplan med rätvinkliga gator antogs 1778 under Katarina II.
Den lutherska kyrkoförsamlingen Sankt Nikolai (общине святого Николая) grundades 1821. På 1800-talet fanns tjugo lutherska församlingar i guvernementet Novgorod med huvudsakligen tyska, estniska och lettiska medlemmar. Enbart i staden Novgorod, som då hade 16 tusen invånare, fanns 3 tusen lutheraner. År 1850 invigdes en ny luthersk S:t Nikolai-kyrka i staden, som dock inte överlevde andra världskriget.
Till stadens tusenårsjubileum 1859 utvaldes ett förslag till monument (se nedan), som stod färdigt 1862.
Antoniusklostrets lärarseminarium omvandlades efter revolutionen 1917 till ett statligt utbildningsinstitut, som bytte namn 1934. 1927 avskaffades Novgorods guvernement och införlivades, tillsammans med Pskov och Murmansk, med Leningrad oblast.
Staden drabbades hårt av den nazityska ockupationen under andra världskriget, som varade från 15 augusti 1941 till 20 januari 1944. Bland annat förstördes stadens historiska bibliotek och museet i Staraja Russa på direkt order från tyska utrikesministeriet. Av stadens 2536 stenbyggnader stod bara 40 kvar vid befrielsen. Novgorods oblast inrättades 5 juli 1944, där staden blev administrativt centrum. Inte förrän efter andra världskriget fick Novgorod en större befolkning än vad den hade under medeltiden.
1961 anlades vid staden en fabrik för tillverkning av konstgödsel, som efter privatisering numera utgör huvudkontoret för koncernen Acron, där även en fabrik i Dorogobuzj (Smolensk oblast) ingår. Koncernen har 14.000 anställda, varav 5000 i Novgorod, och omsätter 2,1 miljarder dollar (71 miljarder rubel, 2012).
Lärarutbildningen gjordes 1953 om till statlig lärarhögskola. 1964 anlades i Novgorod en filial till Leningrads elektrotekniska institut, som 1973 gjordes om till Novgorods polytekniska institut (teknisk högskola). 1969 anlades likaledes en filial av Leningrads agronomiska institut, som 1984 ombildades till Novgorods lantbrukshögskola. 1993 bildade Novgorods statliga universitet, uppkallat efter Jaroslav den vise, genom sammanslagning av lärarhögskolan och tekniska högskolan. Senare har även lantbrukshögskolan gått upp i universitetet.
1991 återtog staden sitt gamla stadsvapen, två björnar på varsin sid av en tron. 1992 togs stadskärnan upp på Unescos lista över världsarv. 1999 ändrades stadens namn till Veliki Novgorod (Stora Novgorod), för att undvika förväxling med staden Nizjnij Novgorod som hade återfått detta namn efter att ha hetat Gorkij åren 1932–1990.
En romersk-katolsk kyrka, Sankt Petrus och Paulus, som under kommunisttiden hade varit biograf, fungerar åter som kyrka för en romersk-katolsk församling. Den är belägen på stadens Sofia-sida vid Stora Sankt Petersburgsgatan. Den lutherska församlingen Sankt Nikolai återuppstod och inregistrerades 1996. Den tillhör Evangelisk-lutherska kyrkan i Ryssland, som ingår i Lutherska världsförbundet. Församlingen äger en oansenlig kyrkobyggnad på stadens östra, så kallade handelssida, vid Michajlovgatan.
Dåvarande borgmästaren Aleksandr Korsunov (Александр Корсунов, född 1951) omkom i en trafikolycka 8 september 2002. En gata (Проспект Александра Корсунова) uppkallades till hans minne.
Stadens borgmästare är Jurij Bobrysjev (Юрий Иванович Бобрышев, född 1951, Enade Ryssland), vald 2008 och omvald 2013 för en andra femårsperiod. Stadsfullmäktige (duman) har 15 ledamöter som tillhör olika partier och 14 som valts in på personliga mandat. Av de förra tillhör 6 Enade Ryssland (Putins parti), 3 Rättvisa Ryssland (socialdemokrater), 3 kommunistpartiet, 2 Jabloko (socialliberaler) och 1 liberaldemokraterna.
| År         | Invånare |
| ---------- | -------- |
| 1200-talet | 15.000   |
| 1400-talet | 50.000   |
| 1500-talet | 50.000   |
| 1571       | 5.000    |
| 1617       | 200      |

| År   | Invånare |
| ---- | -------- |
| 1811 | 6.300    |
| 1825 | 5.445    |
| 1833 | 8.634    |
| 1840 | 16.781   |
| 1856 | 12.758   |
| 1863 | 17.665   |
| 1867 | 16.722   |
| 1870 | 17.093   |
| 1885 | 23.980   |
| 1898 | 25.736   |

| År   | Invånare |
| ---- | -------- |
| 1910 | 23.841   |
| 1917 | 28.807   |
| 1920 | 24.831   |
| 1923 | 27.709   |
| 1926 | 32.764   |
| 1937 | 37.059   |
| 1939 | 39.758   |
| 1944 | 53.456   |
| 1959 | 60.669   |
| 1962 | 72.000   |

| År   | Invånare |
| ---- | -------- |
| 1967 | 107.000  |
| 1970 | 127.944  |
| 1973 | 150.000  |
| 1976 | 170.000  |
| 1979 | 186.003  |
| 1989 | 229.126  |
| 1992 | 235.200  |
| 1996 | 231.900  |
| 1998 | 232.400  |
| 2000 | 229.500  |

| År   | Invånare |
| ---- | -------- |
| 2001 | 227.600  |
| 2002 | 216.856  |
| 2003 | 216.900  |
| 2007 | 216.700  |
| 2008 | 216.200  |
| 2010 | 218.717  |
| 2011 | 218.700  |
| 2012 | 219.947  |
| 2013 | 219.925  |

## Administrativt område

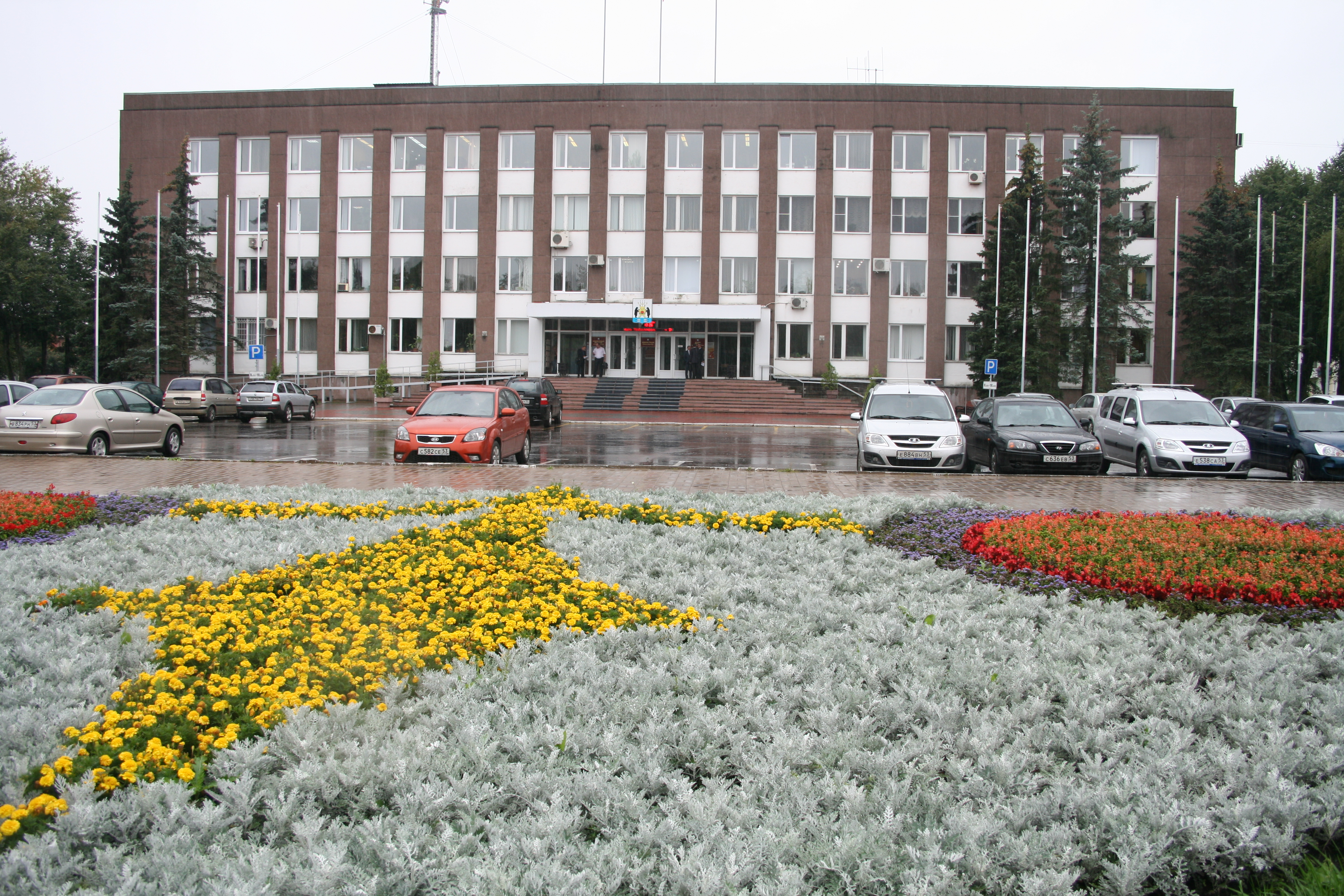
Stadshuset, beläget strax söder om Kreml.

Novgorod administrerade tidigare ett par orter utanför själva centralorten. Dessa är numera sammanslagna med centrala Novgorod.
| Ort                         | Folkmängd      | Folkmängd       |
| Ort                         | 9 oktober 2002 | 14 oktober 2010 |
| --------------------------- | -------------- | --------------- |
| Novgorod (Velikij Novgorod) | 216 856        | 218 717         |
| Kretjevitsy (Кречевицы)     | 3 363          | ingen uppgift   |
| Volkovskij (Волховский)     | 3 044          | ingen uppgift   |
| Summa                       | 223 263        | 218 717         |

## Sevärdheter

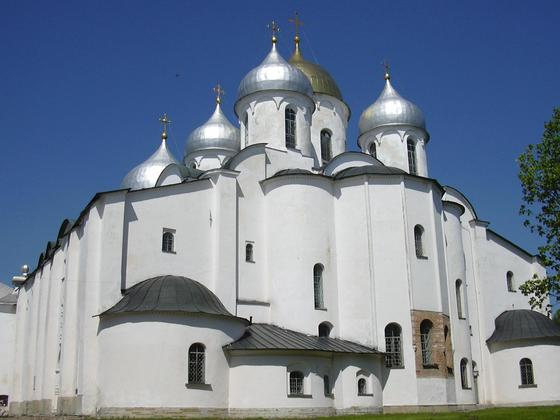
Sofiakatedralen i Novgorod.

Inga andra ryska eller ukrainska städer kan konkurrera med Novgorod om variationen på sina medeltidsmonument. Novgorod har, i likhet med många andra ryska städer, sitt eget Kreml (fästningsverk). Här finns Sofiakatedralen och tusenårsminnesmärket för Ryssland, formad som en kyrkoklocka (motivet återfinns på 5-rubelsedeln).

### Sofiakatedralen

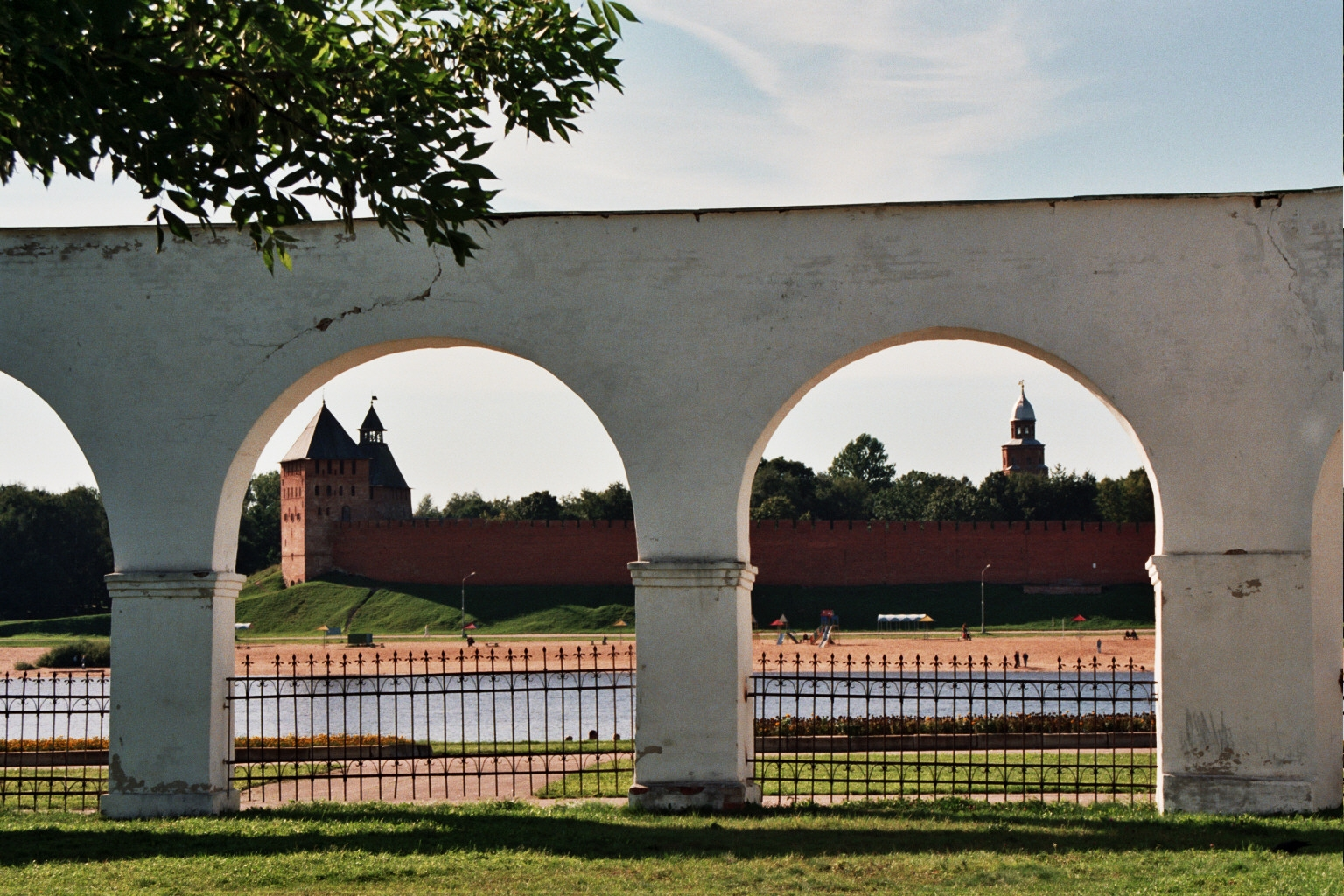
Novgorod Kreml.

Det främsta av medeltidsmonumenten är Sofiakatedralen (Софийский Собор) som byggdes mellan 1041 och 1050 av Vladimir av Novgorod efter förslag från hans far Jaroslav den vise. Kyrkan skulle vara ett uttryck för Jaroslavs tacksamhet för att Novgorod hade stöttat honom i hans kamp mot Kiev. Detta är den bäst bevarade kyrkan från 1000-talet, och den första som visar de egentliga karaktärerna av rysk arkitektur, med stränga stenmurar och fem kupoler. Detta är en vidareföring av centralkyrkan med kupoler i bysantinsk arkitektur. Fresken i kyrkan målades på 1100-talet, och blev renoverad under 1860-talet. Ikonografin är bysantinsk med bland annat avbildning av Konstantin den store och hans moder Helena. Katedralens berömda bronsportar är reparerade i Magdeburg år 1156 och sägs enligt tradition vara stulna från den dåvarande svenska huvudstaden Sigtuna år 1178. Detta påstående har dock ingen vetenskaplig grund; portarna har med största säkerhet sitt ursprung i Grekland med tanke på dess bysantinska utseende.

### Novgorods Kreml

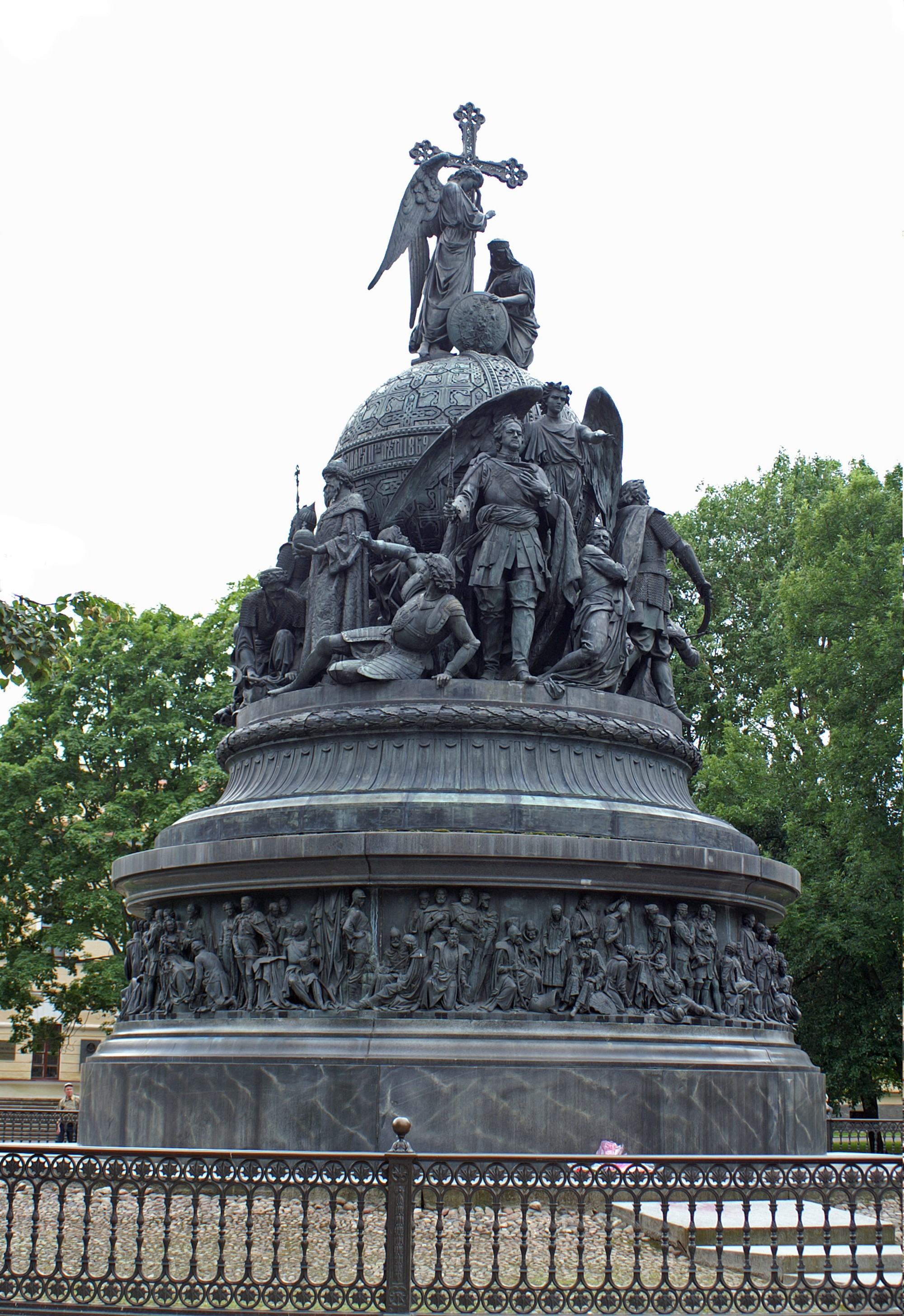
1000-årsmonumentet.

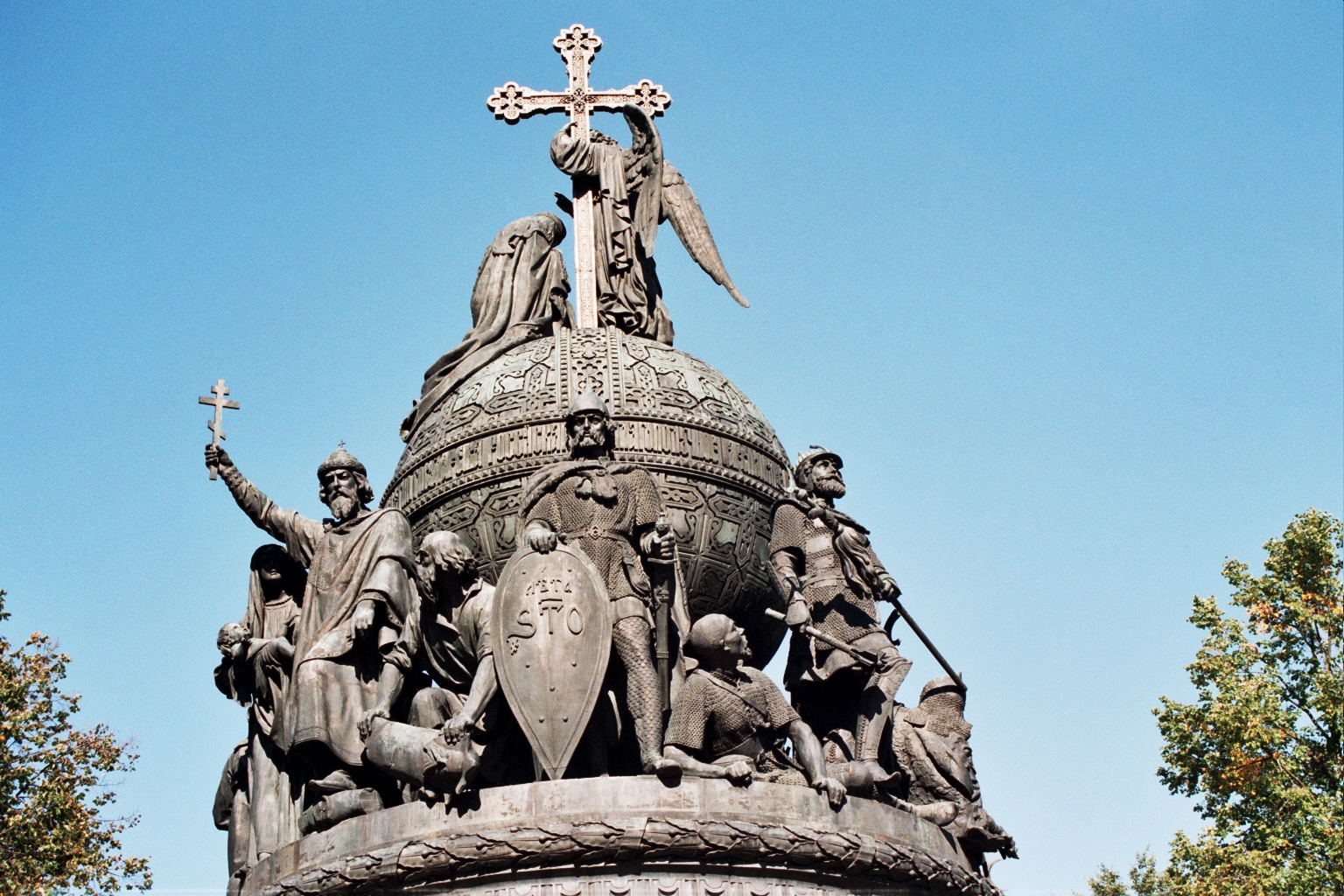
Minnesmärkets övre del från andra sidan.

Novgorods kreml (fästning) är den äldsta i Ryssland, omnämnd så tidigt som år 1044. Dagens murar och torn är från 1400-talet. Traditionellt är fästningen känd som Detinets, och här ägde de viktigaste i novgorodernas samhälle rum: fästningen blev plats för utländska ambassader, här samlades militärstyrkor innan de drog ut i krig och här ägde vetjetingen rum.
Novgorods fästning hyser det äldsta palatset i Ryssland, den så kallade Fasettkammaren (ärkebiskopsgården), som byggdes i gotisk stil av tyska mästare år 1433. Här finns också den äldsta ryska klockstapeln (från 1493) med en samling klockor från perioden 1500-talet till 1700-talet. Det äldsta ryska tornuret från 1673 står också här. Bland nyare sevärdheter kan nämnas det kungliga palatset (från 1771) och bronsmonumentet till åminnelse av det ryska tusenårsjubileet (från 1862).

### Tusenårsmonumentet
Minnesmärket har formgivits av Michail Mikesjin och invigdes den 8 september 1862. Motivet är en 15,7 m hög bronsklocka vägande 65,5 ton. Monumentet odödliggör de viktigaste personerna i Rysslands historia. Den knäböjande personen på toppen personifierar Ryssland. Runt klockans nedre del står sex skulpturgrupper som symboliserar varsin epok i Rysslands historia fram till början av 1700-talet. Frisen under klockan avbildar militära hjältar, statsmän, vetenskapsmän, poeter, författare och konstnärer; sammanlagt 109 figurer.

## Vänorter
| - Kohtla-Järve, Estland - Nystad, Finland - Nanterre Frankrike - Strasbourg, Frankrike - Zibo, Shandong, Kina | - Moss, Norge - Watford, Hertfordshire, Storbritannien - Bielefeld, Nordrhein-Westfalen, Tyskland - Cleveland Heights, Ohio, USA - Rochester, New York, USA |